# Alexander Esswein
Alexander Esswein (25 de marzo de 1990) es un futbolista alemán que juega como centrocampista en el VfR Mannheim de la Oberliga Baden-Wurtemberg.

## Selección nacional
Jugó con las categorías inferiores de la selección de fútbol de Alemania.

## Clubes
| Club                    | País     | Año       |
| ----------------------- | -------- | --------- |
| 1. F. C. Kaiserslautern | Alemania | 2007-2008 |
| VfL Wolfsburgo          | Alemania | 2008-2010 |
| Dinamo Dresde           | Alemania | 2010-2011 |
| 1. F. C. Núremberg      | Alemania | 2011-2014 |
| F. C. Augsburgo         | Alemania | 2014-2016 |
| Hertha de Berlín        | Alemania | 2016-2020 |
| VfB Stuttgart (cedido)  | Alemania | 2019      |
| S. V. Sandhausen        | Alemania | 2020-2023 |
| M. S. V. Duisburgo      | Alemania | 2023-2024 |
| VfR Mannheim            | Alemania | 2024-     |

## Palmarés

### Campeonatos nacionales
| Título     | Club           | País     | Año  |
| ---------- | -------------- | -------- | ---- |
| Bundesliga | VfL Wolfsburgo | Alemania | 2009 |